# Кјани
Кјани (итал. Chianni) је насеље у Италији у округу Пиза, региону Тоскана.
Према процени из 2011. у насељу је живело 957 становника. Насеље се налази на надморској висини од 332 м.

## Становништво
| 1931. | 1936. | 1951. | 1961. | 1971. | 1981. | 1991. | 2001. | 2011. |
| ----- | ----- | ----- | ----- | ----- | ----- | ----- | ----- | ----- |
| 3.625 | 3.640 | 3.340 | 2.473 | 1.952 | 1.738 | 1.614 | 1.563 | 1.457 |